# Ull de Ca
L'estany de l'Ull de Ca (en occità, Estanh de Bajas, en francès, Étang de Bages-Sigean) és un estany litoral de la costa llenguadociana. Està situat al departament d'Aude, al sud de Narbona, dins el Parc Regional Narbonès, situat entre els pobles de Bajas, Sijan, Peiriac de Mar i Grussan. Està constituït per una lòna que comunica amb la mar Mediterrània per La Novella

## Geomorfologia, Història
Al començament de la nostra era, formava part d'un golf on l'Aude i el Berra abocaven les seves aigües, abans que s'omplís d'arena progressivament i que es formés la corretja litoral.

## Medi ambient
Al maig de 1996, 28 pescadors de l'estany presentaren una denúncia per "trastorn anormal de la zona gaudi, generador d'un perjudici financera als pescadors". Els jutges van condemnar diverses empreses en proporció a la seva responsabilitat establerta per l'expert judicial: Comurhex (COnversion Métal URanium HEXafluorure), que havia participat en el 50% de l'eutrofització del l'estany per les aportacions de nitrogen crònics o accidentals entre l'any 1990 i l'any 1998, pagarà 239 371 € en concepte de danys més els interos.
El 10 de desembre de 2004, 60 litres de material actiu (d'una fugida d'un diposit de 34 m3) de clorpirifos (un insecticida potent) foren abocats a l'estany per la companyia Sté Occitane de Fabrications et de Technologie (SOFT), companyia agroquímica ubicada a La Novella.
Comprovaren abocaments de fluor i urani de la planta de Comurhex Malvési
a l'estany el 23 i 24 agost 2009.
Feren públic l'accident un dia i mig més tard. Agents de la ONEMA (Office national de l'eau et des milieux aquatiques) havien advertit l'empresa en repetides ocasions, però la direcció de Comurhex mai no els havia tingut en compte.
Al desembre de 2011, l'Comurhex va ser condemnat de nou per a 60.000 euros de multa per l'abocament de substàncies perjudicials en el medi entre el 21 d'agost i el 25 d'agost de 2009.

## Refències
1. ↑  Le Midi-Libre - 23 février 2007 : Pollution de l'étang de Bages: AREVA (Comurhex) condamnée !
2. ↑  Gilles Bocquené, IFremer, Présentation ; Les pesticides en milieu marinDépartement Biogéochimie et EcotoxicologieIfremer Nantes Arxivat 2015-04-02 a Wayback Machine., Seminari «Phytosanitaires et Lagunes», Réseau de Suivi Lagunaire - Séminaire phytosanitaire; 5 de desembre de 2006 - Espace Odysséum Montpellier
3. ↑  
Comurhex Malvési o Usine Areva Malvési: Malvesi és la instal·lació de conversió d'urani d'Areva Comurhex, situada a Narbona (França).
4. ↑  
Fuite à la Comurhex, réactions des écologistes, publié le 26 août 2009
5. ↑  
Pollution chimique: la Comurhex à l'amende, Midi Libre, 17 décembre 2012
6. ↑  L'Indépendant - 17/12/2011 : La Comurhex condamnée pour des déversements